# Frutiger AG
Die Frutiger AG mit Sitz in Thun ist ein Schweizer Baukonzern. Sie erbringt Leistungen im Hoch- und Tiefbau sowie in ausgewählten baunahen Spezialitäten. Als Gesamtanbieter entwickelt und realisiert die Gruppe Immobilienprojekte. Die Frutiger Gruppe besteht aus 24 Unternehmungen. Das heute von Luc und Thomas Frutiger in vierter Generation inhabergeführte Familienunternehmen beschäftigte 2018 rund 2869 Mitarbeiter und erwirtschaftete 2018 einen Umsatz von 887 Millionen Schweizer Franken.

## Geschichte
Das Unternehmen wurde 1869 durch Johann Frutiger gegründet und 1877 um eine Zimmerei und eine Schreinerei erweitert. Als Bauunternehmer des Berner Oberlandes war Frutiger an der touristischen und verkehrstechnischen Erschliessung der Thunersee-Region beteiligt und beschäftigte damals zeitweise über 1'000 Arbeiter. Er baute mit seinem Unternehmen unter anderem die rechtsufrige Thunersee- und die Grimselstrasse, verschiedene Bahnen (u. a. Thunersee-Beatenberg-Bahn, Niesenbahn, Teile der Brünigbahn, Zweisimmen-Lenk-Bahn), Wasserversorgungen, Hotels sowie Schul- und Privathäuser. Ausserdem war er für Flusskorrektionen an der Kander und der Simme verantwortlich.
Anfang 2008 übernahm die Frutiger AG von der Losinger Construction AG die Geschäftsaktivitäten sowie 180 Mitarbeiter der Marazzi Bauunternehmung, einem Teilbereich der von Losinger im Sommer 2006 übernommenen Marazzi Holding. Mit der im Oktober 2008, rückwirkend auf Januar 2008 erfolgten Übernahme der Kwartex Holding dehnte die Frutiger-Gruppe ihre Aktivitäten auf das Betonschneiden und -trennen, den Rückbau und Tiefenbohrungen auf den süddeutschen Raum und ins Elsass aus. 2018 umfasste die Frutiger-Gruppe in 24 Firmen 2'869 Mitarbeitende, 600 davon waren im Stammhaus in Thun tätig.